# Nacht van de Atletiek 2020
Die Nacht van de Atletiek 2020 war eine Leichtathletik-Veranstaltung, die am 6. September 2020 im Stadium De Veen im belgischen Heusden-Zolder stattfand. Die Veranstaltung war Teil der World Athletics Continental Tour und zählte zu den Bronze-Meetings, der dritthöchsten Kategorie dieser Leichtathletik-Serie.

## Resultate

### Männer

#### 200 m
| Platz | Athlet             | Land | Zeit (s) |
| ----- | ------------------ | ---- | -------- |
| 1     | Jordan Paquot      | BEL  | 21,53    |
| 2     | Andreas Roofthooft | BEL  | 21,94    |
| 3     | Laurens Francois   | BEL  | 22,06    |
| 4     | Raphael Kapenda    | BEL  | 22,12    |
| 5     | Niels Kerkhofs     | BEL  | 22,22    |

Wind: −0,3 m/s

#### 400 m
| Platz | Athlet             | Land | Zeit (s) |
| ----- | ------------------ | ---- | -------- |
| 1     | Julien Watrin      | BEL  | 46,85    |
| 2     | Sven Van den Bergh | BEL  | 47,65    |
| 3     | Tuur Bras          | BEL  | 47,93    |
| 4     | Camille Snyders    | BEL  | 48,01    |
| 5     | Camille Lubon      | BEL  | 48,92    |
| 6     | Glorie Changani    | BEL  | 49,71    |

#### 800 m
| Platz | Athlet            | Land | Zeit (min) |
| ----- | ----------------- | ---- | ---------- |
| 1     | Saúl Ordóñez      | ESP  | 1:45,71    |
| 2     | Collins Kipruto   | KEN  | 1:45,93    |
| 3     | Djoao Lobles      | NED  | 1:45,96    |
| 4     | Eliott Crestan    | BEL  | 1:46,16    |
| 5     | Aurèle Vandeputte | BEL  | 1:47,60    |
| 6     | Evans Kipchumba   | KEN  | 1:48,16    |
| 7     | Maarten Plaum     | NED  | 1:48,42    |
| 8     | Aaron Botterman   | BEL  | 1:48,46    |
|       | Guillermo Rojo    | ESP  | DNF        |

#### 1500 m
| Platz | Athlet           | Land | Zeit (min) |
| ----- | ---------------- | ---- | ---------- |
| 1     | Quentin Tison    | FRA  | 3:36,85    |
| 2     | Boaz Kiprugut    | KEN  | 3:36,97    |
| 3     | Mohamed Katir    | ESP  | 3:37,18    |
| 4     | Mahadi Abdi-Ali  | NED  | 3:37,43    |
| 5     | Isaac Kimeli     | BEL  | 3:37,60    |
| 6     | David Bustos     | ESP  | 3:37,93    |
| 7     | Tim Van de Velde | BEL  | 3:38,15    |
| 8     | Nassim Hassaous  | ESP  | 3:38,19    |
| 9     | Marius Probst    | GER  | 3:38,29    |
| 10    | Mikael Johnsen   | DEN  | 3:38,69    |
| 11    | Hugo Hay         | FRA  | 3:38,73    |
| 12    | Matthew Hughes   | CAN  | 3:39,84    |
|       | Mounir Akbache   | FRA  | DNF        |
|       | Pieter Claus     | BEL  | DNF        |
|       | Mariano García   | ESP  | DNF        |

#### 5000 m
| Platz | Athlet               | Land | Zeit (min) |
| ----- | -------------------- | ---- | ---------- |
| 1     | Mohamed Mohumed      | GER  | 13:23,71   |
| 2     | Robin Hendrix        | BEL  | 13:25,52   |
| 3     | Jose Gimenez         | ESP  | 13:33,15   |
| 4     | Ismael Debjani       | BEL  | 13:34,50   |
| 5     | Stan Niesten         | NED  | 13:35,26   |
| 6     | Samuel Fitwi Sibhatu | GER  | 13:37,56   |
| 7     | Artur Bossy          | ESP  | 13:40,91   |
| 8     | John Heymans         | BEL  | 13:42,84   |
| 9     | Michael Somers       | BEL  | 13:43,64   |
| 10    | Robert Keter         | KEN  | 13:48,46   |
| 11    | Lahsene Bouchikhi    | BEL  | 13:57,30   |
|       | Thomas De Bock       | BEL  | DNF        |
|       | Per Svela            | NOR  | DNF        |
|       | Peter Kiprotich      | KEN  | DNF        |

#### 110 m Hürden
| Platz | Athlet              | Land | Zeit (s) |
| ----- | ------------------- | ---- | -------- |
| 1     | Michael Obasuyi     | BEL  | 13,68    |
| 2     | Liam van der Schaaf | NED  | 13,91    |
| 3     | David Wesselink     | NED  | 14,58    |
| 4     | François Grailet    | LUX  | 14,77    |
| 5     | Sander Maes         | BEL  | 14,95    |

Wind: +0,7 m/s

### Frauen

#### 100 m
| Platz | Athlet                 | Land | Zeit (s) |
| ----- | ---------------------- | ---- | -------- |
| 1     | Rani Rosius            | BEL  | 11,54    |
| 2     | Irene Siragusa         | ITA  | 11,72    |
| 3     | Cynthia Bolingo Mbongo | BEL  | 11,75    |
| 4     | Nora Thiry             | BEL  | 11,76    |
| 5     | Manon Depuydt          | BEL  | 11,81    |
| 6     | Leonie van Vliet       | NED  | 11,85    |
| 7     | Kadene Vassell         | NED  | 11,91    |
| 8     | Rani Vincke            | BEL  | 11,99    |

Wind: −0,3 m/s

#### 300 m
| Platz | Athlet                 | Land | Zeit (s) |
| ----- | ---------------------- | ---- | -------- |
| 1     | Cynthia Bolingo Mbongo | BEL  | 36,54    |
| 2     | Camille Laus           | BEL  | 37,51    |
| 3     | Manon Depuydt          | BEL  | 37,57    |
| 4     | Andrea Bouma           | NED  | 38,02    |
| 5     | Eva Hovenkamp          | NED  | 38,51    |
| 6     | Margo van Puyvelde     | BEL  | 38,92    |

#### 800 m
| Platz | Athlet              | Land | Zeit (min) |
| ----- | ------------------- | ---- | ---------- |
| 1     | Noélie Yarigo       | BEN  | 2:00,78    |
| 2     | Lindsey Butterworth | CAN  | 2:01,69    |
| 3     | Eleonora Vandi      | ITA  | 2:01,83    |
| 4     | Adelle Tracey       | GBR  | 2:02,77    |
| 5     | Suzanne Voorrips    | NED  | 2:02,51    |
| 6     | Mirte Fannes        | BEL  | 2:03,47    |
| 7     | Renée Eykens        | BEL  | 2:03,55    |
| 8     | Bregje Sloot        | NED  | 2:04,40    |
| 9     | Sana Hammami        | FRA  | 2:04,88    |
| 10    | Vanessa Scaunet     | BEL  | 2:04,94    |
|       | Souliath Saka       | BEN  | DNF        |

#### 1500 m
| Platz | Athlet           | Land | Zeit (min) |
| ----- | ---------------- | ---- | ---------- |
| 1     | Esther Guerrero  | ESP  | 4:05,45    |
| 2     | Elise Vanderelst | BEL  | 4:05,76    |
| 3     | Marta Pen        | POR  | 4:06,91    |
| 4     | Mariana Machado  | POR  | 4:10,87    |
| 5     | Britt Ummels     | NED  | 4:10,94    |
| 6     | Gaia Sabbatini   | ITA  | 4:11,27    |
| 7     | Vera Hoffmann    | LUX  | 4:11,44 NR |
| 8     | Diane van Es     | NED  | 4:12,93    |
| 9     | Marta García     | ESP  | 4:13,28    |
| 10    | Lucía Rodríguez  | ESP  | 4:14,10    |
| 11    | Sofie Van Accom  | BEL  | 4:18,02    |
| 12    | Fancy Cherono    | KEN  | 4:19,49    |
| 13    | Mercy Chepkurui  | KEN  | 4:21,15    |
|       | Lotte Krause     | NED  | DNF        |

#### 100 m Hürden
| Platz | Athlet               | Land | Zeit (s) |
| ----- | -------------------- | ---- | -------- |
| 1     | Anne Zagré           | BEL  | 13,33    |
| 2     | Sharona Bakker       | NED  | 13,59    |
| 3     | Joni Tomičić Prezelj | SVN  | 13,79    |
| 4     | Sarah Missinne       | BEL  | 13,79    |
| 5     | Angel Agwazie        | BEL  | 13,84    |
| 6     | Chloë Beaucarne      | BEL  | 13,86    |
| 7     | Noor Vidts           | BEL  | 13,87    |

Wind: −1,1 m/s

#### 400 m Hürden
| Platz | Athlet           | Land | Zeit (s) |
| ----- | ---------------- | ---- | -------- |
| 1     | Paulien Couckuyt | BEL  | 56,81    |
| 2     | Nenah De Coninck | BEL  | 60,62    |
| 3     | Kylie Lambert    | BEL  | 61,46    |
| 4     | Ilana Hanssens   | BEL  | 62,71    |
| 5     | Robin Degreve    | BEL  | 63,70    |

#### Hochsprung
| Platz | Athletin         | Land | Höhe (m) |
| ----- | ---------------- | ---- | -------- |
| 1     | Nicola McDermott | AUS  | 1,96     |
| 2     | Claire Orcel     | BEL  | 1,88     |
| 3     | Erika Kinsey     | SWE  | 1,84     |
| 4     | Noor Vidts       | BEL  | 1,80     |
| 5     | Ioanna Zakka     | GRC  | 1,80     |
| 6     | Merel Maes       | BEL  | 1,75     |